# Rozsály, Szabolcs-Szatmár-Bereg
Rozsály  este un sat în districtul Fehérgyarmat, județul Szabolcs-Szatmár-Bereg, Ungaria, având o populație de 851 de locuitori (2011). 

## Demografie
Componența etnică a satului Rozsály
     Maghiari (83,18%)
     Romi (14,94%)
     Români (1,06%)
     Ucraineni (0,82%)
Componența confesională a satului Rozsály
     Reformați (43,83%)
     Greco-catolici (17,98%)
     Romano-catolici (9,99%)
     Fără religie (7,76%)
     Necunoscută (19,62%)
     Alte religii (2,82%)
Conform recensământului din 2011, satul Rozsály avea 851 de locuitori. Din punct de vedere etnic, majoritatea locuitorilor (83,18%) erau maghiari, existând și minorități de romi (14,94%) și români (1,06%). Nu există o religie majoritară, locuitorii fiind reformați (43,83%), greco-catolici (17,98%), romano-catolici (9,99%) și persoane fără religie (7,76%). Pentru 19,62% din locuitori nu este cunoscută apartenența confesională.